# Kamtsha
La Kamtsha est une rivière du bassin du fleuve Congo, dans le Kwilu en République démocratique du Congo, et un affluent du Kasaï. 

## Géographie
La Kamtsha traverse le Nord-Ouest du territoire d’Idiofa dans la province du Kwilu,  du sud vers le nord, et se jette dans le Kasaï en amont de Eolo.